# Lunafly
Lunafly (hangul: 루나플라이) är ett sydkoreanskt pojkband bildat 2012 av Nega Network.
Gruppen debuterade som tre medlemmar men efter Teo lämnat gruppen består den idag av de två kvarvarande medlemmarna Sam och Yun.

## Biografi
Den 20 september 2012 släppte de sin första egenskriven låt "Super Hero" på engelska via iTunes och de gjorde sin officiella koreanska debut den 27 september 2012 med deras låt "How Nice Would It Be" (Super Hero) på koreanska. Deras fans kallas för Lukies.

## Medlemmar
| Artistnamn   | Artistnamn | Födelsenamn    | Födelsenamn | Födelsedatum     | Medlemstid |
| Romanisering | Hangul     | Romanisering   | Hangul      | Födelsedatum     | Medlemstid |
| Nuvarande    | Nuvarande  | Nuvarande      | Nuvarande   | Nuvarande        | Nuvarande  |
| ------------ | ---------- | -------------- | ----------- | ---------------- | ---------- |
| Sam          | 샘         | Samuel Carter  | 사무엘 카터 | 14 december 1987 | 2012-idag  |
| Yun          | 윤         | Han Seung-yoon | 한승윤      | 14 januari 1994  | 2012-idag  |
| Tidigare     |            |                |             |                  |            |
| Teo          | 테오       | Sin Tae-ho     | 신태호      | 7 december 1993  | 2012-2015  |

## Diskografi

### Album
| Albuminformation                                        | Topplacering          |
| Albuminformation                                        | Sydkorea (Gaon Chart) |
| ------------------------------------------------------- | --------------------- |
| Fly to Love (Studioalbum) - Släppt: 3 april 2013        | 16                    |
| Special Guy (EP-skiva) - Släppt: 10 mars 2014           | 14                    |
| Hermosos Recuerdos (Studioalbum) - Släppt: 13 mars 2015 | —                     |

### Singlar
| År   | Titel                     | Topplacering          |
| År   | Titel                     | Sydkorea (Gaon Chart) |
| ---- | ------------------------- | --------------------- |
| 2012 | "Super Hero"              | —                     |
| 2012 | "How Nice Would It Be"    | 75                    |
| 2012 | "Clear Day, Cloudy Day"   | 119                   |
| 2013 | "Fly to Love"             | 86                    |
| 2013 | "Yeowooya"                | 65                    |
| 2013 | "Stardust"                | —                     |
| 2014 | "Special Guy" (med Miryo) | 148                   |
| 2014 | "Quiero Besarte"          | —                     |